# NGC 120
NGC 120 ist eine Linsenförmige Galaxie vom Hubble-Typ SB0 im Sternbild Walfisch südlich der Ekliptik. Sie ist schätzungsweise 182 Millionen Lichtjahre von der Milchstraße entfernt und hat einen Durchmesser von etwa 80.000 Lichtjahren.

Im selben Himmelsareal befinden sich u. a. die Galaxien NGC 113, NGC 114, NGC 118, NGC 124.
Das Objekt wurde m 27. September 1880 von dem deutschen Astronomen Ernst Wilhelm Leberecht Tempel entdeckt.